# Girnock Burn
Der Girnock Burn ist ein Bach in der schottischen Council Area Aberdeenshire.

## Beschreibung
Der Girnock Burn entspringt am Nordhang des 862 Meter hohen Caisteal na Caillich auf einer Höhe von etwa 548 m. Er fließt zunächst vornehmlich in östlicher Richtung, um dann nach zwei Kilometern nach Nordosten zu drehen. Nach rund elf Kilometern mündet der Girnock Burn rund drei Kilometer westlich von Ballater von rechts in den Dee, der in Aberdeen in die Nordsee entwässert. Entlang seines Laufs münden verschiedene Bäche in den Girnock Burn. Er besitzt jedoch keinen wesentlichen Zufluss.

## Umgebung
Der Girnock Burn durchfließt das Anwesen Abergeldie. Die königliche Familie, welche das benachbarte Anwesen Balmoral besitzt, pachtete 1848 auch Abergeldie. Zur Entwicklung der nahe der Mündung gelegenen Ortschaft Girnoc, die heute nur noch aus wenigen Häusern besteht, stiftete das Königspaar ein Schulgebäude sowie ein Postamt. Letzteres Gebäude ist bis heute erhalten und denkmalgeschützt. Ein Stück flussaufwärts steht die ebenfalls denkmalgeschützte Mill of Cosh am linken Ufer. Sie wurde im mittleren 19. Jahrhundert errichtet und bis in die 1970er Jahre betrieben.
Bei Girnoc überspannt eine einbogige Bogenbrücke den Bach. Sie führt die B976 über den Girnock Burn.

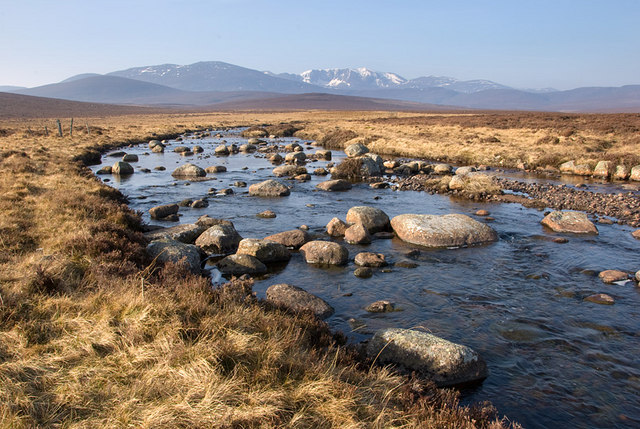
Oberlauf des Girnock Burn
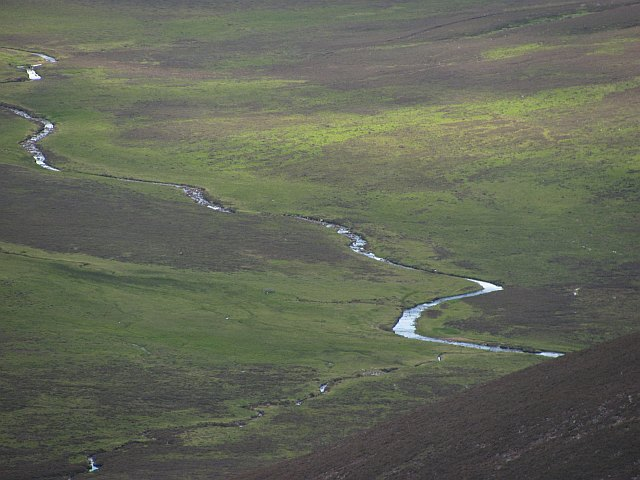
Panorama
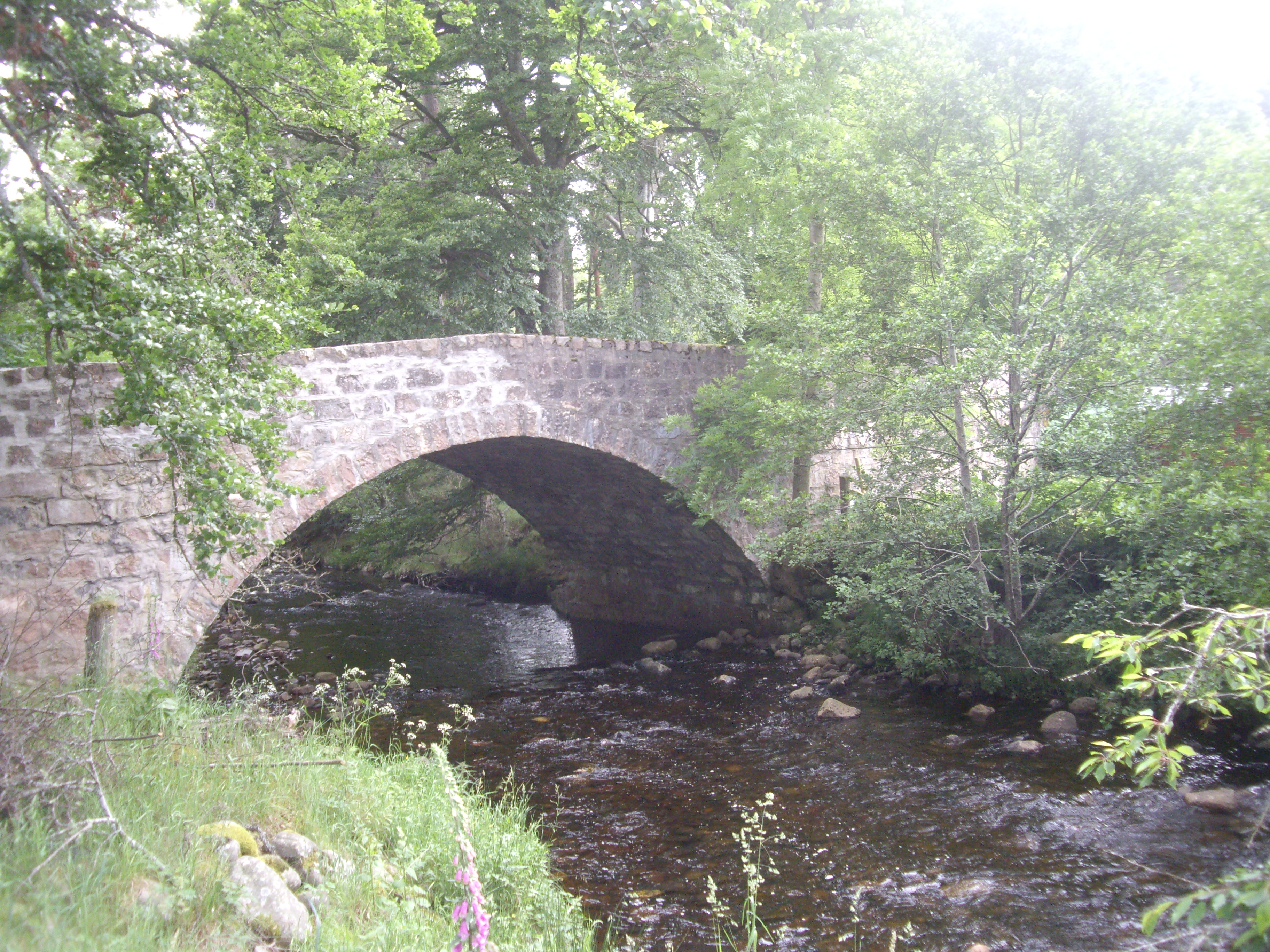
Brücke der B976